# Seulline
Seulline ist eine französische Gemeinde mit 1.309 Einwohnern (Stand: 1. Januar 2022) im Département Calvados in der Region Normandie. Sie gehört zum Arrondissement Vire und zum Kanton Les Monts d’Aunay.
Die Gemeinde entstand im Zuge einer Gebietsreform zum 1. Januar 2016 durch die Fusion der zwei ehemaligen Gemeinden Coulvain und Saint-Georges-d’Aunay, die nun Ortsteile Seullines darstellen. Saint-Georges-d’Aunay fungiert dabei als „übergeordneter Ortsteil“ als Verwaltungssitz.
Am 1. Januar 2017 wurde die Gemeinde La Bigne nachträglich in Seulline eingemeindet.

## Gliederung
| Ortsteil                                  | ehemaliger INSEE-Code | Fläche (km²) | Einwohnerzahl (2016) |
| ----------------------------------------- | --------------------- | ------------ | -------------------- |
| La Bigne                                  | 14073                 | 03,85        | 213                  |
| Coulvain                                  | 14188                 | 04,31        | 397                  |
| Saint-Georges-d’Aunay (Verwaltungssitz)00 | 1457900               | 23,51        | 721                  |

## Sehenswürdigkeiten
- Coulvain:
  - Kirche Saint-Vigor, Monument historique[4]
- La Bigne:
  - Kirche Saint-Marcouf
- Saint-Georges-d’Aunay:
  - Kirche Saint-Georges, Monument historique[5]
  - Schloss

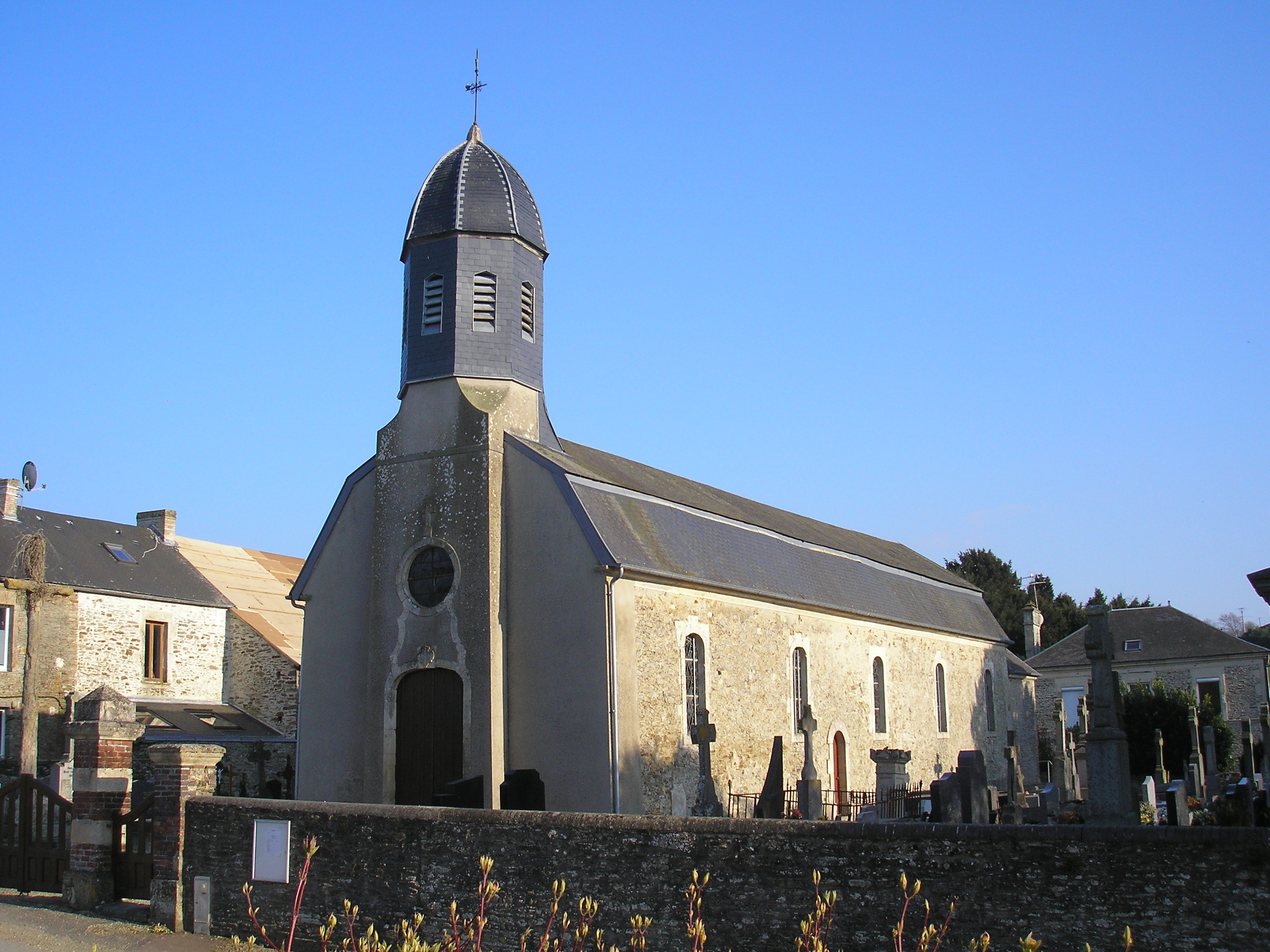
Kirche Saint-Vigor
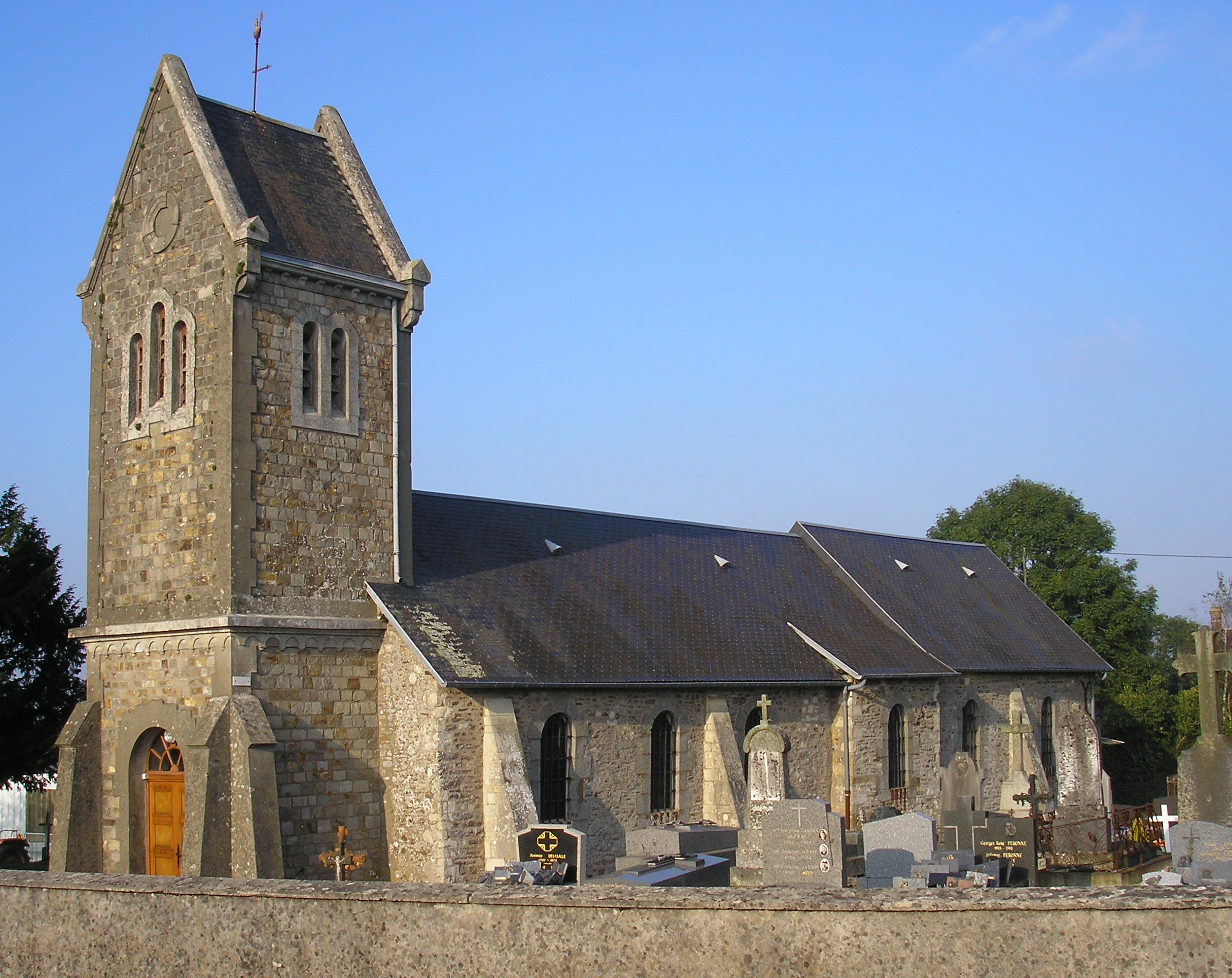
Kirche Saint-Marcouf
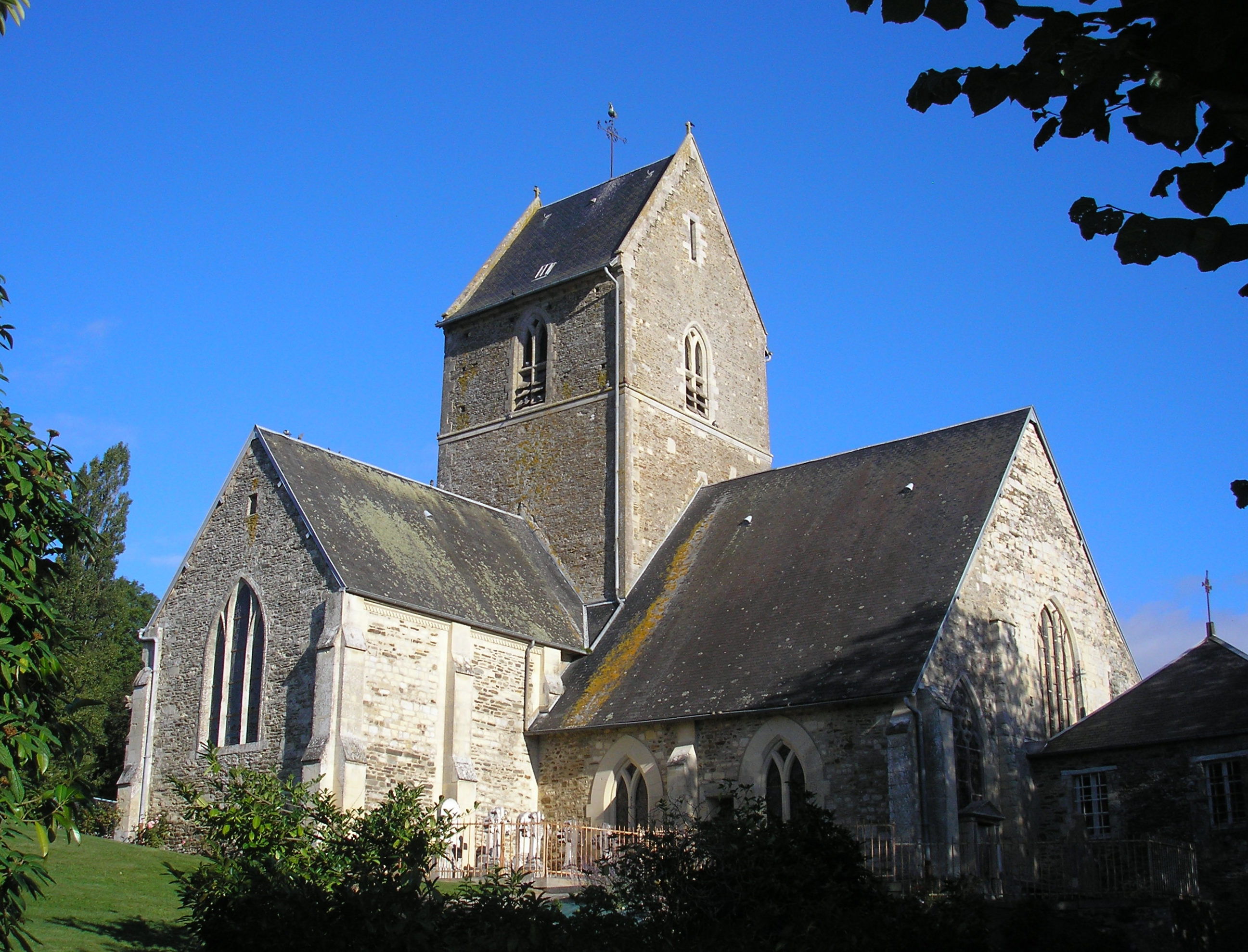
Kirche Saint-Georges